# Liste von Burgen und Schlössern in Südböhmen
Diese Liste führt Burgen und Schlösser in Südböhmen auf und umfasst die Südböhmische Region um České Budějovice und die Region Hochland um Jihlava. Sie ist Teil der Liste von Burgen und Schlössern in Tschechien. Die Liste erhebt keinen Anspruch auf Vollständigkeit. Es werden die tschechischen Namen verwendet und in Klammern die deutschen Namen angegeben.

## Südböhmische Region (Jihočeský kraj)
| Name                                                                | Ort | Lage und Anmerkungen | Bild |
| ------------------------------------------------------------------- | --- | --- | ---- |
| Schloss Bechyně (Schloss Bechin)                                    | Bechyně, Okres Tábor (Bechin, Kreis Tabor) | (Lage) Renaissanceschloss |      |
| Schloss Blatná                                                      | Blatná bei Písek, Okres Strakonice (Blatna, Kreis Strakonitz)                                                                                   | (Lage) Wasserschloss |      |
| Burg Borotín                                                        | Borotín bei Chotoviny, Okres Tábor (Borotin bei Chotowin, Kreis Tabor)                                                                          | (Lage) Burgruine |      |
| Schloss Borovany (Schloss Forbes)                                   | Borovany, Okres České Budějovice (Forbes, Kreis Budweis)                                                                                        | (Lage) |      |
| Schloss Brandlín                                                    | Brandlín bei Soběslav, Okres Tábor (Brandlin bei Sobieslau, Kreis Tabor)                                                                        | (Lage) |      |
| Schloss Bratronice                                                  | Bratronice, Okres Strakonice (Bratronitz, Kreis Strakonitz)                                                                                     | (Lage) eingeschossiger Bau mit Mansarddach, 1603 errichtet, barocker Umbau im 18. Jhdt., 1945 wurde Quido Battaglia enteignet, 1990 an Blanka Battaglia restituiert |      |
| Schloss Budeč (Schloss Butsch)                                      | Budeč u Dačic, Okres Jindřichův Hradec (Butsch, Kreis Neuhaus)                                                                                  | (Lage) gehört historisch zu Mähren |      |
| Schloss Budíškovice (Schloss Budischkowitz)                         | Budíškovice, Okres Jindřichův Hradec (Budischkowitz, Kreis Neuhaus)                                                                             | (Lage) gehört historisch zu Mähren |      |
| Schloss Budislav                                                    | Budislav, Okres Tábor (Budislau, Kreis Tabor)                                                                                                   | (Lage) |      |
| Burg Budkov (Burg Budkau)                                           | Budkov u Husince, Okres Prachatice (Budkau, Kreis Prachatitz)                                                                                   | (Lage) gotische Feste, später im Renaissancestil umgestaltet, Adaption zum barocken Speicher |      |
| Feste Buzice (Schloss Busitz)                                       | Buzice, Okres Strakonice (Busitz, Kreis Strakonitz)                                                                                             | (Lage) |      |
| Schloss Čekanice (Schloss Tschekanitz)                              | Čekanice (Blatná), Okres Strakonice (Tschekanitz bei Blatna, Kreis Strakonitz)                                                                  | (Lage) urspr. Renaissancefeste, klassizistischer Bau von 1785 bis 1786 für Johann Georg Helversen von Helversheim |      |
| Feste Cerhonice                                                     | Cerhonice bei Mirotice, Okres Písek (Cerhonitz bei Mirotitz, Kreis Pisek)                                                                       | (Lage) |      |
| Schloss Červená Lhota (Schloss Rothlhotta)                          | Červená Lhota bei Pluhův Žďár, Okres Jindřichův Hradec (Rothlhotta bei Pluhow, Kreis Neuhaus)                                                   | (Lage) Wasserschloss |      |
| Schloss Červený Dvůr (Schloss Rothenhof)                            | Červený Dvůr bei Chvalšiny, Okres Český Krumlov (Rothenhof bei Kalsching, Kreis Böhmisch Krumau)                                                | (Lage) jetzt psychiatrische Klinik |      |
| Schloss Červený Újezdec (Schloss Rothaugezd)                        | Červený Újezdec, Okres Písek (Roth Augezd, Kreis Pisek)                                                                                         | (Lage) dreiflügeliges eingeschossiges Renaissanceschloss mit großem Innenhof zwischen 1554 und 1572 errichtet, nach 1948 wurde das Schloss als Depot und zu Wohnzwecken genutzt, nach 1990 privatisiert |      |
| Schloss Česká Olešná (Schloss Woleschna)                            | Česká Olešná bei Strmilov, Okres Jindřichův Hradec (Böhmisch Woleschna bei Tremles, Kreis Neuhaus)                                              | (Lage) |      |
| Schloss Český Krumlov (Schloss Krumau)                              | Český Krumlov (Böhmisch Krumau) | (Lage) |      |
| Schloss Český Rudolec (Schloss Rudoletz)                            | Český Rudolec, Okres Jindřichův Hradec (Böhmisch Rudoletz, Kreis Neuhaus)                                                                       | (Lage) Schloss Böhmisch Rudoletz, ursprünglich als mittelalterliche Feste errichtet, nach dem Umbau von 1860 als „Mährisches Hluboká“ bezeichnet |      |
| Schloss Čestice (Schloss Cestitz)                                   | Čestice, Okres Strakonice (Cestitz, Kreis Strakonitz)                                                                                           | (Lage) zweiflügeliger frühbarocker Bau vom Anfang des 17. Jahrhunderts, dient heute als Gemeindeamt |      |
| Schloss Chlum u Třeboně (Schloss Chlumetz)                          | Chlum u Třeboně, Okres Jindřichův Hradec (Chlumetz, Kreis Neuhaus)                                                                              | (Lage) Schloss, im Jahre 1710 von der Familie Fünfkirchen erbaut, seit 1834 im Besitz der Familie Stadion-Tannhausen und seit 1861 Archiv der Familie d’Este, im frühen 20. Jahrhundert im neobarocken Stil umgebaut, der Dichter František Hrubín war öfter zu Gast im Schloss                                                                                          |      |
| Schloss Chotoviny (Schloss Chotowin)                                | Chotoviny, Okres Tábor (Chotowin, Kreis Tabor)                                                                                                  | (Lage) |      |
| Burg Choustník (Burg Chaußnig)                                      | Choustník, Okres Tábor (Chaußnig, Kreis Tabor)                                                                                                  | (Lage) Burgruine |      |
| Schloss Chýnov (Schloss Chejmow)                                    | Chýnov, Okres Tábor (Chejnow, Kreis Tabor) | (Lage) Barockschloss 1729–1730 |      |
| Schloss Čimelice                                                    | Čimelice, Okres Písek (Čimelitz, Kreis Pisek)                                                                                                   | (Lage) Barockschloss Čimelice, erbaut 1728–1730 durch Antonio Canevalli für Karl Gottlieb von Bissingen, 1948 Enteignung, von 1951 bis 1982 als Fachschule für Film genutzt, 1993 Rückgabe an Karel Schwarzenberg |      |
| Schloss Čížová (Schloss Cizowa)                                     | Čížová, Okres Písek (Cizowa, Kreis Pisek) | (Lage) |      |
| Schloss Čkyně                                                       | Čkyně, Okres Prachatice (Kieselhof, Kreis Prachatitz)                                                                                           | (Lage) |      |
| Burg Cuknštejn (Burg Zuckenstein)                                   | Nové Hrady, Okres České Budějovice (Gratzen, Kreis Budweis)                                                                                     | (Lage) |      |
| Altes Schloss Dačice (Schloss Datschitz)                            | Dačice, Okres Jindřichův Hradec (Datschitz, Kreis Neuhaus)                                                                                      | (Lage) gehört historisch zu Mähren |      |
| Neues Schloss Dačice (Schloss Datschitz)                            | Dačice, Okres Jindřichův Hradec (Datschitz, Kreis Neuhaus)                                                                                      | (Lage) gehört historisch zu Mähren |      |
| Burg Dačice (Burg Datschitz)                                        | Dačice, Okres Jindřichův Hradec (Datschitz, Kreis Neuhaus)                                                                                      | (Lage) gehört historisch zu Mähren ehemalige Feste |      |
| Schloss Dírná                                                       | Dírná, Okres Tábor (Dirna, Kreis Tabor) | (Lage) |      |
| Burgruine Dívčí Kámen (Burg Maidstein)                              | Holubov, Okres Český Krumlov (Hollubau, Kreis Böhmisch Krumau)                                                                                  | (Lage) Burgruine |      |
| Schloss Dobrohoř                                                    | Staré Město pod Landštejnem, Okres Jindřichův Hradec (Altstadt, Kreis Neuhaus)                                                                  | (Lage) |      |
| Burg Dobronice (Burg Dobronitz)                                     | Dobronice, Okres Tábor (Dobronitz, Kreis Tabor)                                                                                                 | (Lage) Burgruine |      |
| Burg Dobrš (Burg Dobrsch)                                           | Dobrš, Okres Strakonice (Dobrsch, Kreis Strakonitz)                                                                                             | (Lage) Feste Dobrsch aus dem 14. Jahrhundert, 1421 zerstört, 1561 wiederaufgebaut, Renaissanceportal von 1579 |      |
| Burg Dráchov (Burg Drachau)                                         | Dráchov, Okres Tábor (Drachau, Kreis Tabor) | (Lage) alte Feste seit 1353 nachweisbar, von den Fürsten von Paar als Getreidespeicher genutzt |      |
| Schloss Dražíč (Schloss Drazitz)                                    | Dražíč, Okres České Budějovice (Draschitz, Kreis Budweis)                                                                                       | (Lage) Barockschloss Draschitz, zu Beginn des 18. Jahrhunderts aus einer Renaissancefeste erbaut, nach 1945 Lagerhaus, heute wieder in Privatbesitz und nicht zugänglich |      |
| Schloss Dřešínek (Schloss Dreschin)                                 | Dřešín, Okres Strakonice (Dreschin, Kreis Strakonitz)                                                                                           | (Lage) 1407 erstmals erwähnte Feste, 1861 vom Großprior des Malteserordens Franz von Khevenhüller-Metsch erworben, ab 1884 im Besitz der Familie Waldstein-Wartenberg, Umgestaltung zum Schloss |      |
| Schloss Drhovle                                                     | Drhovle bei Písek, Okres Písek (Drhowel bei Pisek, Kreis Pisek)                                                                                 | (Lage) |      |
| Schloss Dříteň (Schloss Zirnau)                                     | Dříteň, Okres České Budějovice (Zirnau, Kreis Budweis)                                                                                          | (Lage) |      |
| Burg Drslavice (Burg Drislawitz)                                    | Drslavice, Okres Prachatice (Drislawitz, Kreis Prachatitz)                                                                                      | (Lage) |      |
| Schloss Dub                                                         | Dub, Okres Prachatice (Dub, Kreis Prachatitz)                                                                                                   | (Lage) Schloss Dub, der Renaissancebau entstand nach 1608 für Pavel Kavka von Říčany anstelle einer alten Feste, in der Mitte des 19. Jahrhunderts erfolgte unter dem Besitzer Moritz Ritter von Hönigstein ein neogotischer Umbau nach Plänen von Josef Niklas |      |
| Burg Hamr (Burg Hammer)                                             | Hamr (Val), Okres Tábor (Hammer, Kreis Tabor)                                                                                                   | (Lage) urspr. gotische Feste, Schloss Hamr in der zweiten Hälfte des 16. Jahrhunderts für Albrecht Valovský von Úsuší erbaut, bis 1728 Sitz der Herrschaft Hammer und Wall |      |
| Burg Helfenburk (Burg Helfenburg)                                   | Bavorov, Okres Strakonice (Barau, Kreis Strakonitz)                                                                                             | (Lage) Burgruine |      |
| Schloss Hluboká nad Vltavou (Schloss Frauenberg)                    | Hluboká nad Vltavou, Okres České Budějovice (Frauenberg, Kreis Budweis)                                                                         | (Lage) |      |
| Schloss Hněvkovice (Schloss Hnewkowitz)                             | Hněvkovice na pravém břehu Vltavy bei Týn nad Vltavou, Okres České Budějovice (Hnewkowitz am rechten Moldauufer bei Moldauthein, Kreis Budweis) | (Lage) |      |
| Schloss Horažďovice (Schloss Horaschdowitz)                         | Horažďovice, Okres Strakonice (Horaschdowitz, Kreis Strakonitz)                                                                                 | (Lage) |      |
| Schloss Hoštice (Schloss Hostitz)                                   | Hoštice, Okres Strakonice (Hostitz, Kreis Strakonitz)                                                                                           | (Lage) eingeschossiger Bau im 17. Jahrhundert im Renaissancestil für die Herren Vitanovský von Vlčkovice errichtet, zwischen 1772 und 1777 barocke Umgestaltung unter Anton Chlumčanský von Přestavlk, heutige Gestalt nach Umbauten in den Jahren 1870–1880 und in den 1940er Jahren                                                                                    |      |
| Schloss Hroby                                                       | Hroby bei Chýnov, Okres Tábor (Hroby bei Chejnow, Kreis Tabor)                                                                                  | (Lage) |      |
| Burg Hus (Burg Gans)                                                | Blažejovice bei Zbytiny, Okres Prachatice (Plahetschlag bei Oberhaid, Kreis Prachatitz)                                                         | (Lage) Reste einer Burgruine |      |
| Schloss Jemčina (Schloss Gestütthof)                                | Jemčina bei Novosedly nad Nežárkou, Okres Jindřichův Hradec (Gestütthof bei Neusattel an der Naser, Kreis Neuhaus)                              | (Lage) |      |
| Schloss Jenišovice (Dvůr Jenišovice) (Schloss Jenschowitz)          | Přeborov bei Milevsko, Okres Písek (Přeborov bei Mühlhausen, Kreis Pisek)                                                                       | (Lage) |      |
| Schloss Jindřichův Hradec (Schloss Neuhaus)                         | Jindřichův Hradec (Neuhaus) | (Lage) |      |
| Feste Jistebnice                                                    | Jistebnice, Okres Tábor (Jistebnitz, Kreis Tabor)                                                                                               | (Lage) zwei halbkreisförmige Bastionen auf der Ostseite als Überreste einer alten Feste |      |
| Neues Schloss Jistebnice                                            | Jistebnice, Okres Tábor (Jistebnitz, Kreis Tabor)                                                                                               | (Lage) im 19. Jhdt. von der Familie von Borotín im neogotischen Stil (Tudorgotik) erbaut, nach 1990 restituiert |      |
| Vlašský dvůr Jistebnice (Welscher Hof oder Altes Schloss)           | Jistebnice, Okres Tábor (Jistebnitz, Kreis Tabor)                                                                                               | (Lage) „Welscher Hof“, 1545 wird als Besitzer Martin Vančata Vrátkov erwähnt |      |
| Burg Kadov (Burg Kadow)                                             | Kadov, Okres Strakonice (Kadow, Kreis Strakonitz)                                                                                               | (Lage) |      |
| Schloss Kardašova Řečice (Schloss Kardaschreschitz)                 | Kardašova Řečice, Okres Jindřichův Hradec (Kardasch Retschitz, Kreis Neuhaus)                                                                   | (Lage) |      |
| Schloss Karlov (Schloss Karlhof)                                    | Smetanova Lhota, Okres Písek (Smetana Lhota, Kreis Pisek)                                                                                       | (Lage) Jagdschloss |      |
| Burg Karlův Hrádek (Burg Karlshaus)                                 | Purkarec bei Hluboká nad Vltavou, Okres České Budějovice (Burgholz bei Frauenberg, Kreis Budweis)                                               | (Lage) Burgruine |      |
| Dolní tvrz Kestřany (Untere Burg Kesterschan)                       | Kestřany bei Písek, Okres Písek (Kesterschan bei Pisek, Kreis Pisek)                                                                            | (Lage) |      |
| Horní tvrz Kestřany (Obere Burg Kesterschan)                        | Kestřany bei Písek, Okres Písek (Kesterschan bei Pisek, Kreis Pisek)                                                                            | (Lage) |      |
| Schloss Kestřany (Schloss Kesterschan)                              | Kestřany bei Písek, Okres Písek (Kesterschan bei Pisek, Kreis Pisek)                                                                            | (Lage) |      |
| Burg Kladruby (Burg Kladrub)                                        | Kladruby u Strakonic, Okres Strakonice (Kladrub, Kreis Strakonitz)                                                                              | (Lage) Reste der Wasserburg Kladrub |      |
| Schloss Koloděje nad Lužnicí (Schloss Kaladey)                      | Koloděje nad Lužnicí, Okres České Budějovice (Kaladey, Kreis Budweis)                                                                           | (Lage) Schloss Kaladey, erbaut 1737–1741 für Franz Karl Wratislaw von Mitrowitz anstelle einer alten Renaissancefeste von 1567, bis 1948 im Besitz der Grafen Wratislaw von Mitrowitz, im Jahr 2005 privatisiert |      |
| Schloss Komařice (Schloss Komarschitz)                              | Komařice, Okres České Budějovice (Komarschitz bei Borovany, Kreis Budweis)                                                                      | (Lage) Renaissanceschloss Komarschitz entstand zwischen 1561 und 1566, wurde nach zahlreichen Bränden immer wieder aufgebaut, Turm an der Nordwestseite von 1903, jetzt stark baufällig |      |
| Burg Kostelní Vydří (Burg Kirchwiedern)                             | Kostelní Vydří, Okres Jindřichův Hradec (Kirchwiedern, Kreis Neuhaus)                                                                           | (Lage) |      |
| Burg Kotnov                                                         | Tábor (Tabor) | (Lage) Burgturm und Bechiner Tor |      |
| Burg Kozí Hrádek (Ziegenburg)                                       | Sezimovo Ústí, Okres Tábor (Alttabor, Kreis Tabor)                                                                                              | (Lage) Burgruine |      |
| Schloss Kratochvíle (Schloss Kurzweil)                              | Petrův Dvůr bei Netolice, Okres Prachatice (Peterhof bei Nettolitz, Kreis Prachatitz)                                                           | (Lage) |      |
| Burg Křikava                                                        | Černívsko, Okres Strakonice (Tschernisko, Kreis Strakonitz)                                                                                     | (Lage) Reste einer Burgruine |      |
| Burg und Kloster Kuklov (Burg Kugelweid)                            | Kuklov bei Brloh pod Kletí, Okres Český Krumlov (Kugelweid bei Berlau, Kreis Böhmisch Krumau)                                                   | (Lage) Reste einer Burgruine |      |
| Burg Kunžvart                                                       | Strážný, früher Kunžvart, Okres Prachatice (Kuschwarda, Kreis Prachatitz)                                                                       | (Lage) Burgruine aus dem 14. Jhdt. |      |
| Burg Landštejn (Burg Landstein)                                     | Landštejn bei Staré Město pod Landštejnem, Okres Jindřichův Hradec (Landstein bei Altstadt, Kreis Neuhaus)                                      | (Lage) Burgruine |      |
| Schloss Lčovice (Schloss Eltschowitz)                               | Lčovice, Okres Prachatice (Eltschowitz, Kreis Prachatitz)                                                                                       | (Lage) Schloss Eltschowitz entstand um 1600 für Bernhard Hodejowsky von Hodiegow, barocker Umbau in der zweiten Hälfte des 18. Jahrhunderts für Karl Joseph von Sickingen, ab 1939 im Besitz der Familie Zdeněk Hyacint Lobkowicz, 1948 enteignet, 1993 Schloss und Gut Lčovice an Alexandre de Ridder rückübertragen, Schloss und Park sind nicht öffentlich zugänglich |      |
| Schloss Lenora (Schloss Eleonorenhain)                              | Lenora, Okres Prachatice (Eleonorenhain, Kreis Prachatitz)                                                                                      | (Lage) |      |
| Schloss Libějovice (Schloss Libejowitz)                             | Libějovice, Okres Strakonice (Libejowitz, Kreis Strakonitz)                                                                                     | (Lage) altes Schloss, Renaissanceschloss |      |
| Schloss Libějovice (Schloss Libejowitz)                             | Libějovice, Okres Strakonice (Libejowitz, Kreis Strakonitz)                                                                                     | (Lage) Neuschloss |      |
| Burg Lnáře (Feste Schlüsselburg)                                    | Lnáře, Okres Strakonice (Schlüsselburg, Kreis Strakonitz)                                                                                       | (Lage) |      |
| Schloss Lnáře (Schloss Schlüsselburg)                               | Lnáře, Okres Strakonice (Schlüsselburg, Kreis Strakonitz)                                                                                       | (Lage) neues Schloss |      |
| Burgruine Louzek (Burg Lauseck)                                     | Bujanov, Okres Český Krumlov (Angern, Kreis Böhmisch Krumau)                                                                                    | (Lage) Burgruine |      |
| Schloss Lustenek, auch Děkanský Dvůr (Schloss Lusteneck)            | Rudolfov, Okres České Budějovice (Rudolfstadt, Kreis Budweis)                                                                                   | (Lage) Schloss Lusteneck, 1583 erbaut für den kaiserlichen Salzbeamten Georg Pirchinger von Lusteneck, 1622 erwarb die Diözese Budweis das Schloss, unter dem Dekan Johann Veit Schwantle erfolgte zwischen 1707 und 1722 ein barocker Umbau |      |
| Schloss Měšice (Schloss Meschitz)                                   | Tábor-Měšice (Tabor-Meschitz) | (Lage) |      |
| Schloss Mladá Vožice (Schloss Jungwoschitz)                         | Mladá Vožice, Okres Tábor (Jung Woschitz, Kreis Tabor)                                                                                          | (Lage) |      |
| Schloss Myslkovice (Schloss Miskowitz)                              | Myslkovice bei Sezimovo Ústí, Okres Tábor (Miskowitz bei Alttabor, Kreis Tabor)                                                                 | (Lage) |      |
| Burg Myšenec (Burg Mischenetz)                                      | Myšenec bei Protivín, Okres Písek (Mischenetz, Kreis Pisek)                                                                                     | (Lage) Burgruine |      |
| Schloss Nadějkov (Schloss Nadejkau)                                 | Nadějkov, Okres Písek (Nadejkau, Kreis Pisek)                                                                                                   | (Lage) |      |
| Schloss Nemyšl (Schloss Nemischl)                                   | Nemyšl bei Mladá Vožice, Okres Tábor (Nemischl bei Jung Woschitz, Kreis Tabor)                                                                  | (Lage) |      |
| Schloss Dolní Nerestce (Schloss Unter Nerestetz)                    | Dolní Nerestce, Okres Písek (Unter Nerestetz, Kreis Pisek)                                                                                      | (Lage) im 16. Jahrhundert von den Rittern Deym von Střitetz zu einem zweiflügeligen Renaissanceschloss umgebaut, in den Jahren 1921 und 1946 Umbau zu einem Wohngebäude, heute in Privatbesitz |      |
| Burg Nové Hrady (Burg Gratzen)                                      | Nové Hrady, Okres České Budějovice (Gratzen, Kreis Budweis)                                                                                     | (Lage) |      |
| Schloss Nové Hrady (Schloss Gratzen)                                | Nové Hrady, Okres České Budějovice (Gratzen, Kreis Budweis)                                                                                     | (Lage) |      |
| Obří hrad (Riesenburg)                                              | Popelná, Okres Prachatice (Reckeberg, Kreis Prachatitz)                                                                                         | (Lage) ehemalige keltische Festung |      |
| Schloss Ohrada (Schloss Wohrad)                                     | Hluboká nad Vltavou, Okres České Budějovice (Frauenberg, Kreis Budweis)                                                                         | (Lage) Jagdschloss |      |
| Schloss Olešnice (Schloss Elexnitz)                                 | Olešnice, Okres České Budějovice (Elexnitz, Kreis Budweis)                                                                                      | (Lage) |      |
| Schloss Oltyně (Schloss Woltin)                                     | Oltyně bei Opařany, Okres Tábor (Woltin bei Woporschan, Kreis Tabor)                                                                            | (Lage) |      |
| Burg Orlík nad Vltavou (Burg Worlik)                                | Orlík nad Vltavou, Okres Písek (Altsattel, Kreis Pisek)                                                                                         | (Lage) |      |
| Schloss Osek (Schloss Ossek)                                        | Osek, Okres Strakonice (Ossek, Kreis Strakonitz)                                                                                                | (Lage) Renaissancebau aus dem 16. Jahrhundert, 1911 neobarocker Umbau nach Plänen des Architekten Leuthendorf, 1948 wurden die Ritter von Daubek enteignet, heute für soziale Zwecke genutzt |      |
| Schloss Ostrolovský Újezd (Schloss Aujest Ostrolow)                 | Ostrolovský Újezd, Okres České Budějovice (Aujest Ostrolow, Kreis Budweis)                                                                      | (Lage) |      |
| Burg Osule                                                          | Vitějovice, Okres Prachatice (Witjejitz, Kreis Prachatitz)                                                                                      | (Lage) Reste einer Burgruine |      |
| Schloss Písečné (Schloss Piesling)                                  | Písečné, Okres Jindřichův Hradec (Piesling, Kreis Neuhaus)                                                                                      | (Lage) |      |
| Burg Písek                                                          | Písek (Pisek) | (Lage) |      |
| Schloss Pluhův Žďár (Schloss Pluhow)                                | Pluhův Žďár, Okres Jindřichův Hradec (Pluhow, Kreis Neuhaus)                                                                                    | (Lage) |      |
| Burg Pořešín (Burg Poreschin)                                       | Pořešín, Okres Český Krumlov (Groß Poreschin, Kreis Böhmisch Krumau)                                                                            | (Lage) Burgruine |      |
| Burg Příběnice (Burg Pribenitz)                                     | Malšice bei Sezimovo Ústí, Okres Tábor (Malschitz bei Alttabor, Kreis Tabor)                                                                    | (Lage) Burgruine |      |
| Schloss Protivín                                                    | Protivín, Okres Písek (Protiwin, Kreis Pisek)                                                                                                   | (Lage) Schloss Protivín, entstanden aus einer Feste aus dem 13. Jahrhundert, Umbau für Adam Franz Fürst von Schwarzenberg durch Paul Ignaz Bayer und Anton Erhard Martinelli |      |
| Burg Radenín                                                        | Radenín bei Černovice u Tábora, Okres Tábor (Radenin bei Cernowitz, Kreis Tabor)                                                                | (Lage) |      |
| Schloss Římov (Schloss Rimau)                                       | Římov, Okres České Budějovice (Rimau, Kreis Budweis)                                                                                            | (Lage) Jesuitenresidenz |      |
| Burg Rožmberk (Burg Rosenberg)                                      | Rožmberk nad Vltavou, Okres Český Krumlov (Rosenberg, Kreis Böhmisch Krumau)                                                                    | (Lage) |      |
| Schloss Rudolfov (Schloss Rudolfstadt)                              | Rudolfov, Okres České Budějovice (Rudolfstadt, Kreis Budweis)                                                                                   | (Lage) Barockschloss im 17. Jhdt. für Baltasar von Marradas umgestaltet, zwischen 1768 und 1991 diente es als Munitionsdepot und Militärmagazin |      |
| Burg Šelmberk (Burg Schellenberg)                                   | Běleč, Okres Tábor (Bieltsch, Kreis Tabor) | (Lage) Burgruine |      |
| Burgruine Sokolčí                                                   | Kaplice, Okres Český Krumlov (Kaplitz, Kreis Böhmisch Krumau)                                                                                   | (Lage) Burgruine |      |
| Schloss Stádlec (Schloss Stahletz)                                  | Stádlec bei Opařany, Okres Tábor (Stahletz bei Woporschan, Kreis Tabor)                                                                         | (Lage) |      |
| Schloss Staré Hobzí (Schloss Althart)                               | Staré Hobzí, Okres Jindřichův Hradec (Althart, Kreis Neuhaus)                                                                                   | (Lage) |      |
| Schloss Štěkeň (Schloss Steken)                                     | Štěkeň, Okres Strakonice (Steken, Kreis Strakonitz)                                                                                             | (Lage) Barockbau zwischen 1664 und 1665 für Jan Anton Losy von Losinthal errichtet |      |
| Burg Strakonice (Burg Strakonitz)                                   | Strakonice (Strakonitz) | (Lage) |      |
| Schloss Stráž nad Nežárkou (Schloss Platz)                          | Stráž nad Nežárkou, Okres Jindřichův Hradec (Platz an der Naser, Kreis Neuhaus)                                                                 | (Lage) |      |
| Schloss Strážovice (Schloss Straschowitz)                           | Strážovice bei Mirotice, Okres Písek (Straschowitz bei Mirotitz, Kreis Pisek)                                                                   | (Lage) |      |
| Burg Střela (Burg Strahl)                                           | Střela bei Strakonice, Okres Strakonice (Strahl bei Strakonitz, Kreis Strakonitz)                                                               | (Lage) Burgruine |      |
| Schloss Střela (Schloss Strahl)                                     | Střela bei Strakonice, Okres Strakonice (Strahl bei Strakonitz, Kreis Strakonitz)                                                               | (Lage) |      |
| Schloss Střelské Hoštice (Schloss Strahl-Hoschtitz)                 | Střelské Hoštice, Okres Strakonice (Strahl-Hoschtitz, Kreis Strakonitz)                                                                         | (Lage) |      |
| Schloss Strkov (Schloss Sterkow)                                    | Planá nad Lužnicí, Okres Tábor (Plan an der Lainsitz, Kreis Tabor)                                                                              | (Lage) |      |
| Feste Tichá                                                         | Tichá bei Dolní Dvořiště, Okres Český Krumlov (Oppolz bei Unterhaid, Kreis Böhmisch Krumau)                                                     | (Lage) |      |
| Schloss Svatý Tomáš (Jagdschloss Hl. Thomas)                        | Přední Výtoň, Okres Český Krumlov (Vorder Heuraffl, Kreis Böhmisch Krumau)                                                                      | (Lage) Jagdschloss |      |
| Schloss Třeboň (Schloss Wittingau)                                  | Třeboň, Okres Jindřichův Hradec (Wittingau, Kreis Neuhaus)                                                                                      | (Lage) |      |
| Schloss Tučapy (Schloss Tutschap)                                   | Tučapy, Okres Tábor (Tutschap, Kreis Tabor) | (Lage) |      |
| Tyrolský dům (Tiroler Haus)                                         | Květov, Okres Písek (Kwietow, Kreis Pisek) | (Lage) |      |
| Schloss Varvažov (Schloss Warwaschau)                               | Varvažov, Okres Písek (Warwaschau, Kreis Pisek)                                                                                                 | (Lage) |      |
| Burg Velešín (Burg Weleschin)                                       | Velešín, Okres České Budějovice (Weleschin, Kreis Budweis)                                                                                      | (Lage) Reste einer Burgruine |      |
| Schloss Veselíčko (Schloss Weselitschko)                            | Veselíčko, Okres Písek (Weselitschko, Kreis Pisek)                                                                                              | (Lage) Barockschloss, 1948 wurde die Familie Přibyl enteignet, 1950 Umbau zur Schule |      |
| Schloss Vimperk (Schloss Winterberg)                                | Vimperk, Okres Prachatice (Winterberg, Kreis Prachatitz)                                                                                        | (Lage) |      |
| Vítkův hrádek (Burg Veitschlössel, auch Pittenhäusel, Vittenhäusel) | Blažejov, Okres Jindřichův Hradec (Blauenschlag, Kreis Neuhaus)                                                                                 | (Lage) Burgruine |      |
| Burg Vítkův Kámen (Burg Wittinghausen, auch Wittigstein)            | Přední Výtoň, Okres Český Krumlov (Vorder Heuraffl, Kreis Böhmisch Krumau)                                                                      | (Lage) Burgruine |      |
| Schloss Vlachovo Březí (Schloss Wällisch Birken)                    | Vlachovo Březí, Okres Prachatice (Wällisch Birken, Kreis Prachatitz)                                                                            | (Lage) |      |
| Burg Volyně (Schloss Wolin)                                         | Volyně, Okres Strakonice (Wolin, Kreis Strakonitz)                                                                                              | (Lage) |      |
| Schloss Vráž (Schloss Wrasch)                                       | Vráž bei Písek, Okres Písek (Wrasch bei Pisek, Kreis Pisek)                                                                                     | (Lage) Schloss Wrasch, jetzt ein Sanatorium |      |
| Schloss Vysoký Hrádek (Schloss Hohen-Hradek)                        | Temelín, Okres České Budějovice (Großtemelin, Kreis Budweis)                                                                                    | (Lage) |      |
| Schloss Zálší (Schloss Salschi)                                     | Zálší, Okres Tábor (Salschi, Kreis Tabor) | (Lage) Barockschloss |      |
| Schloss Zběšičky (Schloss Klein Bieschitz)                          | Zběšičky, Okres Písek (Klein Bieschitz, Kreis Pisek)                                                                                            | (Lage) Jagdschloss Zběšičky, erbaut 1822 für Franz Josef Freiherr von Bretfeld-Chlumčanský zu Kronenburg |      |
| Schloss Zdíkov (Schloss Großzdikau)                                 | Zdíkov, Okres Prachatice (Großzdikau, Krei Prachatitz)                                                                                          | (Lage) in den Jahren 1865 bis 1868 unter den Grafen Thun und Hohenstein Umbau zu einem neogotischen Schloss, heute dient es als Hotel |      |
| Burg Zvíkov (Burg Klingenberg)                                      | Zvíkovské Podhradí, Okres Písek (Karlsdorf, Kreis Pisek)                                                                                        | (Lage) |      |
| Feste Zvíkov (Burg Zwikow)                                          | Zvíkov, Okres České Budějovice (Zwikow, Kreis Budweis)                                                                                          | (Lage) gotische Feste Zvíkov, entstand vor 1406, später Umbau zum Speicher |      |

## Region Hochland (Kraj Vysočina)
Die Region Hochland (benannt nach der Böhmisch-Mährischen Höhe) umfasst Gebiete in
- Böhmen: Kreis Havlíčkův Brod (Deutsch Brod) und Pelhřimov (Pilgrams)
- Mähren: Kreis Jihlava (Iglau), Třebíč (Trebitsch) und Žďár nad Sázavou (Saar).

| Name                                                           | Ort | Lage und Anmerkungen | Bild |
| -------------------------------------------------------------- | --- | --- | ---- |
| Schloss Aleje, auch Jestřebí (Jagdschloss Allee)               | Kněžice bei Brtnice, Okres Jihlava (Kněžitz bei Pirnitz, Kreis Iglau)                                       | (Lage) Jagdschloss |      |
| Burg Aueršperk (auch Aušperk) (Burg Auersperg)                 | Kobylnice, Okres Žďár nad Sázavou (Kobilnitz, Kreis Saar)                                                   | (Lage) Burgruine |      |
| Schloss Božejov (Schloss Božjow)                               | Božejov, Okres Pelhřimov (Božjow, Kreis Pilgrams)                                                           | (Lage) Schloss, heute Schule |      |
| Schloss Brtnice (Schloss Pirnitz)                              | Brtnice, Okres Jihlava (Pirnitz, Kreis Iglau)                                                               | (Lage) urspr. Burg im 16. Jahrhundert durch Hynek Brtnický von Waldstein im Renaissancestil umgebaut |      |
| Schloss Budišov (Schloss Budischau)                            | Budišov, Okres Třebíč (Budischau, Kreis Trebitsch)                                                          | (Lage) Barockschloss von 1721 bis 1728, Herrschaftssitz der Grafen von Paar, heute als Zoologisches Museum des Mährischen Landesmuseums genutzt |      |
| Schloss Budkov (Schloss Budkau)                                | Budkov, Okres Třebíč (Budkau, Kreis Trebitsch)                                                              | (Lage) |      |
| Schloss Černovice (Schloss Cernowitz)                          | Černovice, Okres Pelhřimov (Cernowitz, Kreis Pilgrams)                                                      | (Lage) Schloss 1641 durch Martin Paradys erbaut, nicht öffentlich zugänglich |      |
| Schloss Červená Řečice (Schloss Rothretschitz)                 | Červená Řečice, Okres Pelhřimov (Roth Retschitz, Kreis Pilgrams)                                            | (Lage) Renaissanceschloss |      |
| Schloss Chotěboř (Schloss Chotieborsch)                        | Chotěboř, Okres Havlíčkův Brod (Chotieborsch, Kreis Deutsch Brod)                                           | (Lage) Schloss des Adelsgeschlechts derer von Dobrženský von Dobrženitz |      |
| Burg Chřenovice (Burg Krenowitz)                               | Chřenovice, Okres Havlíčkův Brod (Krenowitz, Kreis Deutsch Brod)                                            | (Lage) Burgruine |      |
| Burg Dalečín (Burg Tollstein)                                  | Dalečín, Okres Žďár nad Sázavou (Daletschin, Kreis Saar)                                                    | (Lage) Burgruine Tollstein, seit 1358 nachweisbare Burg, 1519 zerstört |      |
| Schloss Dalečín (Schloss Daletschin)                           | Dalečín, Okres Žďár nad Sázavou (Daletschin, Kreis Saar)                                                    | (Lage) die östlich der Burg gelegene Feste wurde ab 1588 zu einem Renaissanceschloss umgebaut, 1850 Umbau im Stile einer Alpenhütte, heute Sitz der Gemeindeverwaltung |      |
| Schloss Dalesice (Schloss Daleschitz)                          | Dalešice, Okres Třebíč (Dalleschitz, Kreis Trebitsch)                                                       | (Lage) |      |
| Schloss Dolní Krupá (Schloss Unterkraupen)                     | Dolní Krupá, Okres Havlíčkův Brod (Unterkraupen, Kreis Deutsch Brod)                                        | (Lage) |      |
| Schloss Dolní Rožínka (Schloss Unterrozinka)                   | Dolní Rožínka, Okres Žďár nad Sázavou (Unterrozinka, Kreis Saar)                                            | (Lage) urspr. Feste in ein Renaissanceschloss umgebaut, Johann Nepomuk Mittrowsky von Mittrowitz und Nemischl (Mitrovský von Nemyšl) ließ von 1781 bis 1799 das Schloss zu einem vierflügeligen zweigeschossigen klassizistischen Bau mit barockem Zwiebeltürmchen umbauen, jetzt eine Schule, im alten Speicher des Schlosses wurde das „Spukschloss Draxmoor“ eingerichtet |      |
| Burg Dub, auch Tassenberk (Burg Tassenberg)                    | Tasov, Okres Žďár nad Sázavou (Tassau, Kreis Saar)                                                          | (Lage) Ruinen einer Burg über dem Flusstal der Oslava |      |
| Schloss Dukovany (Schloss Dukowan)                             | Dukovany, Okres Třebíč (Dukowan, Kreis Trebitsch)                                                           | (Lage) Barockschloss |      |
| Burg Golčův Jeníkov (Veste Goltsch-Jenikau)                    | Golčův Jeníkov, Okres Havlíčkův Brod (Goltsch-Jenikau, Kreis Deutsch Brod)                                  | (Lage) |      |
| Nový zámek Golčův Jeníkov (Neues Schloss Goltsch-Jenikau)      | Golčův Jeníkov, Okres Havlíčkův Brod (Goltsch-Jenikau, Kreis Deutsch Brod)                                  | (Lage) 1768–1769 Umbau zu einem spätbarocken Schloss unter Graf Philipp Krakovští z Kolovrat, 1817 im Besitz von Louisa Gräfin Herberstein von Kolowrat, 1830 an Gräfin Theresia von Trautmannsdorf, 1951 enteignet |      |
| Starý zámek Golčův Jeníkov (Altes Schloss Goltsch-Jenikau)     | Golčův Jeníkov, Okres Havlíčkův Brod (Goltsch-Jenikau, Kreis Deutsch Brod)                                  | (Lage) 1774–1775 Barockschloss unter Leopold Krakovští z Kolovrat errichtet |      |
| Schloss Herálec (Schloss Heraletz)                             | Herálec bei Humpolec, Okres Havlíčkův Brod (Heraletz bei Humpoletz, Kreis Deutsch Brod)                     | (Lage) 1658–1661 Umbau zum Barockschloss, 1838 neugotisch umgestaltet, im Besitz der Herren von Trauttmannsdorf, nach 1945 vom Staat beschlagnahmt, nach 1990 in Privatbesitz, jetzt Hotel |      |
| Burg Hrádek                                                    | Tasov, Okres Žďár nad Sázavou (Tassau, Kreis Saar)                                                          | (Lage) Burgruine von 1390 östlich der Stadt, erhalten sind die Tore und Reste des Rundturms |      |
| Schloss Hrotovice (Schloss Hrottowitz)                         | Hrotovice, Okres Třebíč (Hrottowitz, Kreis Trebitsch)                                                       | (Lage) Umbau zum vierflügeligen Renaissanceschloss Ende des 16. Jh. unter den Zahrádecký ze Zahrádek, später barocke Umgestaltung |      |
| Burg Janštejn, auch Janštýn                                    | Nová Ves, Okres Jihlava (Neudorf, Kreis Iglau)                                                              | (Lage) |      |
| Schloss Jaroměřice (Schloss Jaromeritz)                        | Jaroměřice nad Rokytnou, Okres Třebíč (Jarmeritz, Kreis Trebitsch)                                          | (Lage) |      |
| Schloss Jimramov (Schloss Ingrowitz)                           | Jimramov, Okres Žďár nad Sázavou (Ingrowitz, Kreis Saar)                                                    | (Lage) 1750 Barockschloss, Anfang des 19. Jh. Umbau in neoklassizistischer Form, 1948 enteignet, Restitution an die Belcredi-Familie |      |
| Schloss Šénvald Jinošov (Schloss Schönwald)                    | Jinošov, Okres Třebíč (Jeneschau, Kreis Trebitsch)                                                          | (Lage) Schloss Schönwald von 1826 bis 1829 durch den Architekten Joseph Kornhäusel für Heinrich Wilhelm von Haugwitz in neoklassizistischen Formen errichtet |      |
| Burg Kámen (Burg Stein)                                        | Kámen, Okres Pelhřimov (Stein, Kreis Pilgrams)                                                              | (Lage) |      |
| Schloss Kamenice nad Lipou (Schloss Kamnitz)                   | Kamenice nad Lipou, Okres Pelhřimov (Kamnitz an der Linde, Kreis Pilgrams)                                  | (Lage) 1580–1583 als Renaissanceschloss mit einem Arkadenhof erbaut, Park mit alter Linde, barocker von 1744, Anfang des 19. Jh. in neoklassizistischer Form umgebaut, jetzt Museum |      |
| Schloss Kněžice (Schloss Knezitz)                              | Kněžice bei Brtnice, Okres Jihlava (Knezitz bei Pirnitz, Kreis Iglau)                                       | (Lage) |      |
| Starý Zámek Košetice (Altes Schloss Koschetitz)                | Košetice, Okres Pelhřimov (Koschetitz, Kreis Pilgrams)                                                      | (Lage) Altes Schloss |      |
| Nový Zámek Košetice (Neues Schloss Koschetitz)                 | Košetice, Okres Pelhřimov (Koschetitz, Kreis Pilgrams)                                                      | (Lage) Neues Schloss |      |
| Burg Kraví Hora (Kuhburg)                                      | Kuroslepy, Okres Třebíč (Koroslep, Kreis Trebitsch)                                                         | (Lage) |      |
| Schloss Krhov (Schloss Kirhau)                                 | Krhov, Okres Třebíč (Kirhau, Kreis Trebitsch)                                                               | (Lage) |      |
| Schloss Křižanov (Schloss Krizanau)                            | Křižanov, Okres Žďár nad Sázavou (Krizanau, Kreis Saar)                                                     | (Lage) errichtet um 1560 als Renaissanceschloss für Zdenko Lhotský von Ptení, 1710 barocker Umbau, 1865 in der heutigen Form im Neorenaissancestil umgebaut, 1865–1945 Sitz der Edlen von Teuber |      |
| Burg Ledeč nad Sázavou (Burg Ledetsch)                         | Ledeč nad Sázavou, Okres Havlíčkův Brod (Ledetsch an der Sasau, Kreis Deutsch Brod)                         | (Lage) |      |
| Thunovský Letohradek Ledeč (Thunsches Sommerschloss)           | Ledeč nad Sázavou, Okres Havlíčkův Brod (Ledetsch an der Sasau, Kreis Deutsch Brod)                         | (Lage) erbaut von den Grafen Thun-Hohenstein |      |
| Schloss Lesonice (Schloss Lessonitz)                           | Lesonice, Okres Třebíč (Lessonitz, Kreis Trebitsch)                                                         | (Lage) Feste aus dem Jahr 1364, im 16. Jhdt. Umbeu zum Renaissanceschloss, 1830 in neoklassizistischen Formen umgestaltet |      |
| Schloss Libkova Voda (Schloss Lipkowawoda)                     | Libkova Voda, Okres Pelhřimov (Lipkowawoda, Kreis Pilgrams)                                                 | (Lage) klassizistischer Bau anstelle einer alten Feste für die Familie Srnka errichtet, 1841 weilte der 17-jährige Bedřich Smetana zu Gast bei Leopold Srnka, von 1851 bis 1902 im Besitz der Freiherren Komers, 1948 enteignet |      |
| Burg Lipnice (Burg Lipnitz)                                    | Lipnice nad Sázavou, Okres Havlíčkův Brod (Lipnitz an der Sasau, Kreis Deutsch Brod)                        | (Lage) |      |
| Burg Lísek (Burg Leiseck)                                      | Bukov, Okres Žďár nad Sázavou (Bukow, Kreis Saar)                                                           | (Lage) Burgruine Leiseck aus dem 13. Jhdt., im Besitz der Herren von Bukov, ab 1500 im Besitz der Pernsteiner, ab 1504 aufgegeben |      |
| Schloss Lukavec (Schloss Lukawetz)                             | Lukavec, Okres Pelhřimov (Lukawetz, Kreis Pilgrams)                                                         | (Lage) Barockschloss errichtet im 18. Jahrhundert anstelle einer Wasserburg, 1914 Umbau durch den Architekten L. Skřivánek, 1992 an die Familie Pryl restituiert |      |
| Burg Mitrov                                                    | Mitrov bei Strážek, Okres Žďár nad Sázavou (Mitrow bei Straschkau, Kreis Saar)                              | (Lage) Burgruine |      |
| Schloss Mitrov                                                 | Mitrov bei Strážek, Okres Žďár nad Sázavou (Mitrow bei Straschkau, Kreis Saar)                              | (Lage) |      |
| Schloss Mysliborice (Schloss Mysliboritz)                      | Myslibořice bei Hrotovice, Okres Třebíč (Mysliboritz bei Hrottowitz, Kreis Trebitsch)                       | (Lage) Barockschloss |      |
| Schloss Náměšť nad Oslavou (Schloss Namiest)                   | Náměšť nad Oslavou, Okres Třebíč (Namiest an der Oslawa, Kreis Trebitsch)                                   | (Lage) |      |
| Schloss Nové Město (Schloss Neustadtl)                         | Nové Město na Moravě, Okres Žďár nad Sázavou (Neustadtl in Mähren, Kreis Saar)                              | (Lage) Schloss aus der zweiten Hälfte des 16. Jahrhunderts, im Schloss ist jetzt die Hochlandgalerie (Horácká galerie) untergebracht |      |
| Schloss Nové Syrovice (Schloss Neuserowitz)                    | Nové Syrovice, Okres Třebíč (Neuserowitz, Kreis Trebitsch)                                                  | (Lage) Besitzer waren ab 1636 die Schaumburgs, ab 1662 die Ostašovští von Ostašov (Ostašovští z Ostašova), ab 1786 Graf Johann Heinrich Nimptsch, Umgestaltung der Räume im Empirestil, 1916–1945 im Besitz der Grafen von Joseph Marie Wolfgang Stubenberg |      |
| Schloss Nový Studenec (Schloss Neustudenitz)                   | Nový Studenec bei Ždírec nad Doubravou, Okres Havlíčkův Brod (Neustudenitz bei Zdiretz, Kreis Deutsch Brod) | (Lage) aus einer Feste (1314) zum Renaissanceschloss umgebaut (1612) |      |
| Schloss Odunec (Schloss Wodonetz)                              | Odunec bei Hrotovice, Okres Třebíč (Wodonetz bei Hrottowitz, Kreis Trebitsch)                               | (Lage) Barockschloss im Verfall |      |
| Burg Orlík                                                     | Rozkoš bei Humpolec, Okres Pelhřimov (Roskosch bei Humpoletz, Kreis Pilgrams)                               | (Lage) Burgruine |      |
| Schloss Osová Bítýška (Schloss Ossowa Bittischka)              | Osová Bítýška, Okres Žďár nad Sázavou (Ossowa Bittischka, Kreis Saar)                                       | (Lage) Schloss vom Ende des 17. Jahrhunderts an Stelle einer Wasserburg von 1348, derzeit nicht zugänglich |      |
| Schloss Pacov (Schloss Patzau)                                 | Pacov, Okres Pelhřimov (Patzau, Kreis Pilgrams)                                                             | (Lage) Schloss und Kloster, jetzt Museum |      |
| Schloss Pavlov u Pelhřimova (Schloss Pawlow)                   | Pavlov, Okres Pelhřimov (Pawlow, Kreis Pilgrams)                                                            | (Lage) |      |
| Schloss Pelhrimov (Schloss Pilgrams)                           | Pelhřimov (Pilgrams)                                                                                        | (Lage) Schloss der Herren von Ritschan, jetzt Museum |      |
| Schloss Pohled, auch Frántal (Schloss Frauental)               | Pohled, Okres Havlíčkův Brod (Frauental, Kreis Deutsch Brod)                                                | (Lage) bis 1807 Kloster, dann Umbau zu einem klassizistischen Schloss, jetzt Schule |      |
| Schloss Police (Schloss Pullitz)                               | Police, Okres Třebíč (Pullitz, Kreis Trebitsch)                                                             | (Lage) Umbau der Burg von 1371 zu einem Renaissanceschloss (1534), 1636 barocker Umbau |      |
| Schloss Polná                                                  | Polná, Okres Jihlava (Polna, Kreis Iglau)                                                                   | (Lage) die Burg Polna wurde 1584 zu einem Schloss umgebaut, später weitere Umbauten, jetzt Stadtmuseum |      |
| Schloss Přibyslav (Schloss Primislau)                          | Přibyslav, Okres Havlíčkův Brod (Primislau, Kreis Deutsch Brod)                                             | (Lage) |      |
| Burg Proseč (Burg Prosetsch)                                   | Proseč, Okres Pelhřimov (Prosetsch, Kreis Pilgrams)                                                         | (Lage) Burgruine |      |
| Schloss Puklický (Schloss Puklitz)                             | Puklice, Okres Jihlava (Puklitz, Kreis Iglau)                                                               | (Lage) |      |
| Burg Pyšolec (Burg Pysselecz)                                  | Kobylnice, Okres Žďár nad Sázavou (Kobilnitz, Kreis Saar)                                                   | (Lage) Burgruine |      |
| Schloss Rantířov (Schloss Fußdorf)                             | Rantířov, Okres Jihlava (Fußdorf, Kreis Iglau)                                                              | (Lage) |      |
| Burg Rokštejn (Ruckstein)                                      | Panská Lhota bei Brtnice, Okres Jihlava (Herrnlhota bei Pirnitz, Kreis Iglau)                               | (Lage) Doppelburganlage aus den 1280er Jahren, durch die Hussiten zerstört |      |
| Burg Ronov nad Sázavou (Burg Ronow)                            | Ronov nad Sázavou bei Přibyslav, Okres Havlíčkův Brod (Ronow bei Primislau, Kreis Deutsch Brod)             | (Lage) Burgruine |      |
| Burg Ronovec (Sommerburg)                                      | Dolní Krupá, Okres Havlíčkův Brod (Unterkraupen, Kreis Deutsch Brod)                                        | (Lage) Burgruine |      |
| Burg Roštejn (Burg Rosenstein)                                 | Doupě bei Telč, Okres Jihlava (Datschitz bei Teltsch, Kreis Iglau)                                          | (Lage) |      |
| Schloss Rozsochatec (Schloss Rosochatetz)                      | Rozsochatec bei Chotěboř, Okres Havlíčkův Brod (Rosochatetz bei Chotieborsch, Kreis Deutsch Brod)           | (Lage) |      |
| Schloss Sádek (Schloss Ungersberg)                             | Kojetice, Okres Třebíč (Kojetitz, Kreis Trebitsch)                                                          | (Lage) urspr. Burg Ungersberg, 1315 Sitz des Raubritters Emmeran von Boskowitz, Eroberung durch Johann von Luxemburg, 1645 von den Schweden in Brand gesetzt, 1678 an Gottfried von Waldorf, 1694 zum Renaissanceschloss umgebaut |      |
| Letohrádek Gloriet Sedlec (Gloriette Sedletz)                  | Sedlec bei Náměšť nad Oslavou, Okres Třebíč (Sedletz bei Namiest an der Oslawa, Kreis Trebitsch)            | (Lage) die Gloriette ist ein Jagdpavillon oberhalb des Flusses Oslava, erbaut 1830 auf Betreiben des Besitzers Heinrich Wilhelm von Haugwitz |      |
| Burg Štamberk, auch Hrad Šternberk (Burg Sternberg)            | Řásná bei Telč, Okres Jihlava (Rasnau bei Teltsch, Kreis Iglau)                                             | (Lage) die Burg wurde 1423 während der Hussitenkriege zerstört |      |
| Burg Štarkov auch Skály bzw. Stařechovice (Burg Starkow)       | Nový Jimramov, Okres Žďár nad Sázavou (Neu Ingrowitz, Kreis Saar)                                           | (Lage) Burgruine |      |
| Schloss Stránecká Zhoř                                         | Stránecká Zhoř, Okres Žďár nad Sázavou (Zhorz Straneczka, Kreis Saar)                                       | (Lage) Schloss Straneczka aus dem 16. Jahrhundert war bis 1729 Herrschaftssitz, danach Wirtschaftshof, seit 1908 im Besitz von Franz Graf Harrach, 1948 wurde die Besitzerin Josephine Gräfin Podstatzky-Lichtenstein enteignet, 1999 kaufte der Orden Nova Militia Iesu Christi (Orden der Christusritter) das Schloss                                                      |      |
| Schloss Sudkův Důl (Schloss Sudekgruben)                       | Sudkův Důl bei Obrataň, Okres Pelhřimov (Sudekgruben bei Wobratain, Kreis Pilgrams)                         | (Lage) zweigeschossige gotische Veste |      |
| Schloss Světlá nad Sázavou (Schloss Swietla)                   | Světlá nad Sázavou, Okres Havlíčkův Brod (Swietla ob der Sasau, Deutsch Brod)                               | (Lage) das Schloss wurde 1567 durch Umbau der alten Feste der Sternberger errichtet, seit 1949 als Schule genutzt |      |
| Schloss Telč (Schloss Teltsch)                                 | Telč, Okres Jihlava (Teltsch, Kreis Iglau)                                                                  | (Lage) |      |
| Burg Templštejn (Burg Tempelstein)                             | Dolní Heřmanice, Okres Žďár nad Sázavou (Unter Herschmanitz, Kreis Saar)                                    | (Lage) Burgruine |      |
| Schloss Třebíč (Schloss Trebitsch)                             | Třebíč (Trebitsch)                                                                                          | (Lage) nach der Säkularisation der Benediktinerabtei zum Schloss umgebaut, beherbergt heute das Museum der Böhmisch-Mährischen Höhe |      |
| Schloss Třešť (Schloss Triesch)                                | Třešť, Okres Jihlava (Triesch, Kreis Iglau)                                                                 | (Lage) Schloss Triesch entstand aus einer alten Feste und dient jetzt der Akademie der Wissenschaften der Tschechischen Republik als Hotel- und Kongresszentrum |      |
| Schloss Úhrov (Schloss Auhrow)                                 | Úhrov, Okres Havlíčkův Brod (Auhrow, Kreis Deutsch Brod)                                                    | (Lage) |      |
| Schloss Úsobí (Schloss Pollerskirchen)                         | Úsobí, Okres Havlíčkův Brod (Pollerskirchen, Kreis Deutsch Brod)                                            | (Lage) das dreiflügelige eingeschossige Schloss erhielt seine heutige Form beim Umbau in der ersten Hälfte des 18. Jahrhunderts |      |
| Valdštejnovo Zátiší in Svatoslav (Schloss Waldsteinsruh)       | Svatoslav, Okres Třebíč (Swatoslau, Kreis Trebitsch)                                                        | (Lage) das Lustschloss Waldsteinruh in der zweiten Hälfte des 19. Jahrhunderts für die Grafen von Waldstein-Wartenberg erbaut |      |
| Schloss Valeč (Schloss Waltsch)                                | Valeč bei Hrotovice, Okres Třebíč (Waltsch bei Hrottowitz, Kreis Trebitsch)                                 | (Lage) |      |
| Schloss Nová Včelnice (Schloss Vtschelnitz)                    | Nová Včelnice, Okres Jindřichův Hradec (Neuötting-Vtschelnitz, Kreis Neuhaus)                               | (Lage) |      |
| Schloss Velké Meziříčí (Schloss Groß Meseritsch)               | Velké Meziříčí, Okres Žďár nad Sázavou (Groß Meseritsch, Kreis Saar)                                        | (Lage) Renaissanceschloss von 1578, gehört heute den Erben der Familie Podstatzky-Lichtenstein (Podstatští z Prusinovic) und wird als Museum genutzt |      |
| Schloss Větrný Jeníkov (Schloss Windigjenikau)                 | Větrný Jeníkov, Okres Jihlava (Windigjenikau, Kreis Iglau)                                                  | (Lage) Barockschloss von 1729 für Johann von Minetti erbaut |      |
| Burg Věž                                                       | Věž bei Humpolec, Okres Havlíčkův Brod (Wěz bei Humpoletz, Kreis Deutsch Brod)                              | (Lage) |      |
| Schloss Vilémov-Klášter (Schloss Willimow)                     | Vilémov bei Golčův Jeníkov, Okres Havlíčkův Brod (Willimow, Kreis Deutsch Brod)                             | (Lage) urspr. Renaissance-Bau zum spätbarocken Schloss umgebaut, derzeit ist es Hauptsitz eines Instituts für Internationale Beziehungen |      |
| Schloss Vilémovice (Schloss Willimowitz)                       | Vilémovice, Okres Havlíčkův Brod (Willimowitz, Kreis Deutsch Brod)                                          | (Lage) |      |
| Schloss Vlčí kopec (Heinrichlust oder Josefshof)               | Kladeruby nad Oslavou, Okres Třebíč (Kladerub, Kreis Trebitsch)                                             | (Lage) das Gebiet seit 1752 im Besitz von Friedrich Wilhelm von Haugwitz (Minister und Berater von Maria Theresia), 1830 wurde das Jagdschloss Heinrichlust errichtet, bis 1945 im Besitz der Familie von Haugwitz, derzeit als Schulungszentrum von E.ON Tschechien genutzt                                                                                                 |      |
| Schloss Vyklantice (Schloss Wiklantitz)                        | Vyklantice, Okres Pelhřimov (Wiklantitz, Kreis Pilgrams)                                                    | (Lage) Barockschloss Wiklantitz mit H-förmigen Grundriss wurde 1720 für Joachim Graf von Harrach errichtet, jetzt privat genutzt |      |
| Schloss Žďár (Schloss Saar)                                    | Žďár nad Sázavou (Saar)                                                                                     | (Lage) Kloster von 1252 bis 1784, danach Auflösung im Rahmen der Josephinischen Reformen, ab 1826 im Besitz des böhmischen Oberstmarschalls Josef Wratislaw von Mitrowitz, letzte Besitzer bis 1945 waren die Grafen Kinsky, 1991 restituiert |      |
| Schloss Žirovnice (Schloss Serowitz)                           | Žirovnice, Okres Pelhřimov (Serowitz, Kreis Pilgrams)                                                       | (Lage) |      |
| Burg Zubštejn (auch Zubrštejn) (Burg Zubstein oder Zuberstein) | Kobylnice, Okres Žďár nad Sázavou (Kobilnitz, Kreis Saar)                                                   | (Lage) Burgruine |      |